# Heemtuin Kalkvaart
De Heemtuin Kalkvaart (ook wel Kalksloot genoemd) is een tuin aan de noordgrens van Leeuwarden. Hij ligt tussen de woonwijk Bilgaard en het Leeuwarder Bos.
De tuin is in 1973 op een kleistrook aangelegd, aangevuld met veen, naar een ontwerp van A.M. van Essen. Van Essen was "een man met zoveel begaafdheid, bezieling, vakkennis en vakliefde aan de leiding van de plantsoenendienst, dat de stad Leeuwarden in de loop der jaren zelfs landelijke bekendheid kreeg om haar prachtige tuinen, parken, plantsoenen enzovoorts."
Het gebied van 1,5 km lang en tussen de 20 en 30 meter breed wordt doorkruist door een voet- en fietspad. Biodiversiteit is een belangrijk doel in het beheer. Er zijn kastjes opgehangen voor vogels en vleermuizen. Met de andere heemtuinen in de stad kunnen zo'n 688 zoogdieren, vogels, planten en paddenstoelen worden geteld. De tuin wordt ecologisch beheerd, het werk wordt zoveel mogelijk handmatig gedaan. Het beheer valt onder gemeentelijk stadsbeheer en -ontwikkeling.